# Meiothecium boryanum
Meiothecium boryanum är en bladmossart som beskrevs av Mitten 1869. Meiothecium boryanum ingår i släktet Meiothecium och familjen Sematophyllaceae. Inga underarter finns listade i Catalogue of Life.